# Hochkarschacht
Der Hochkarschacht ist die drittgrößte Höhle Niederösterreichs und befindet sich bei Göstling an der Ybbs.

## Forschungsgeschichte
Der natürliche Eingang zur Höhle wurde 1923 von Michael Müllner entdeckt. Es kam zunächst zu keiner Forschung in der Höhle, da Müllner die Entdeckung nur in seinen Notizen festgehalten hat.
Der Hauptgrund für die Erforschung der Höhle war die Suche nach Wasser. Da das Hochkar über keine Quellen verfügt hoffte man auf dem Grund der Höhle auf Wasser zu stoßen. Der erste Vorstoß in die Höhle erfolgte am 24. September 1963 durch Werner Putz, Hubert Bruckner und Helmut Fritz. Es kam jedoch zu keinem Abstieg in die Höhle, weil es den Männern an der richtigen Ausrüstung mangelte.
Erst dem Verein für Höhlenkunde gelang es zum ersten Mal in die Tiefe vorzudringen. Zu Pfingsten 1964 wurde nach einem Einsatz von 30 Drahtseilleitern die Schichthöhle entdeckt. Vom 5. bis zum 7. Juni 1965 wurden wieder neue Teile der Höhle aufgenommen.
Die Erschließung der Hochkarhöhle stand in unmittelbarem Zusammenhang mit dem Bau der 9,5 Kilometer langen Alpenstraße durch die Hochkar Fremdenverkehrsgesellschaft unter der Führung von Baumeister Franz Geischläger. Nachdem die Vermessungen ergaben, dass das Ende der Pfingsthalle nicht weit von der Erdoberfläche liegen müsste, erfolgte auf Betreiben von Geischläger der Bau eines Stollens. Am 29. Juli 1965 erfolgte der Durchstoß zur Pfingsthalle. Durch diesen künstlichen Eingang konnte nun die Höhle ohne den beschwerlichen Schachtabstieg von über 70 Metern erreicht werden. Am 12. September 1965 entdeckte Werner Putz nach schwieriger Kletterei den Tropfsteinteil der Höhle.
Mit Bescheid des Bundesdenkmalamtes vom 18. November 1966 wurde der Schacht und die Umgebung der Eingänge „wegen seiner Eigenart, seinem besonderen Gepräges und seiner naturwissenschaftlichen Bedeutung“ unter Höhlenschutz gestellt. Er ist nur Führungen zugänglich, zu denen man sich beim Hochkar-Schutzhaus oder bei der Hochkaralm anmeldet.

## Galerie

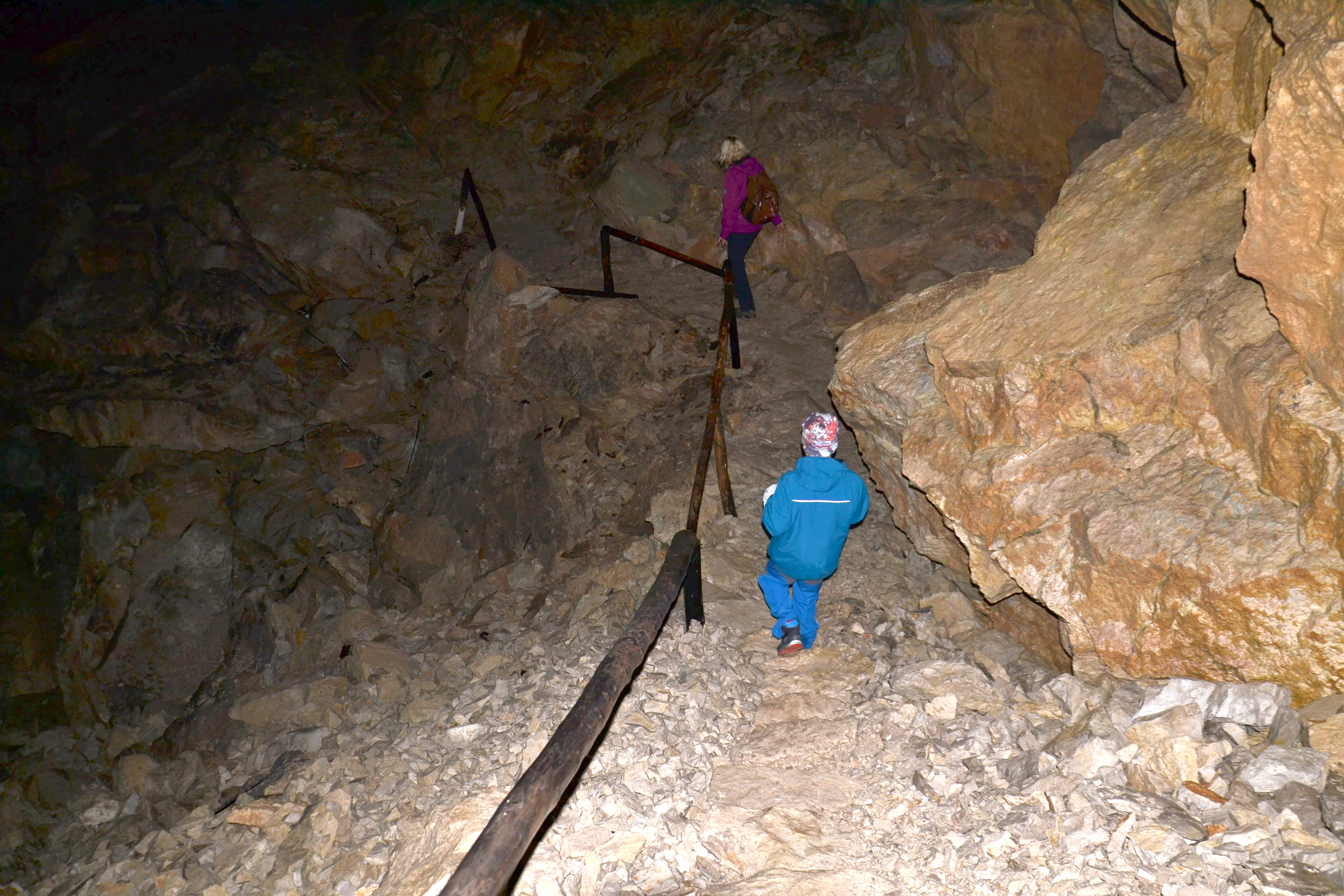
Hochkarschacht Besucherroute
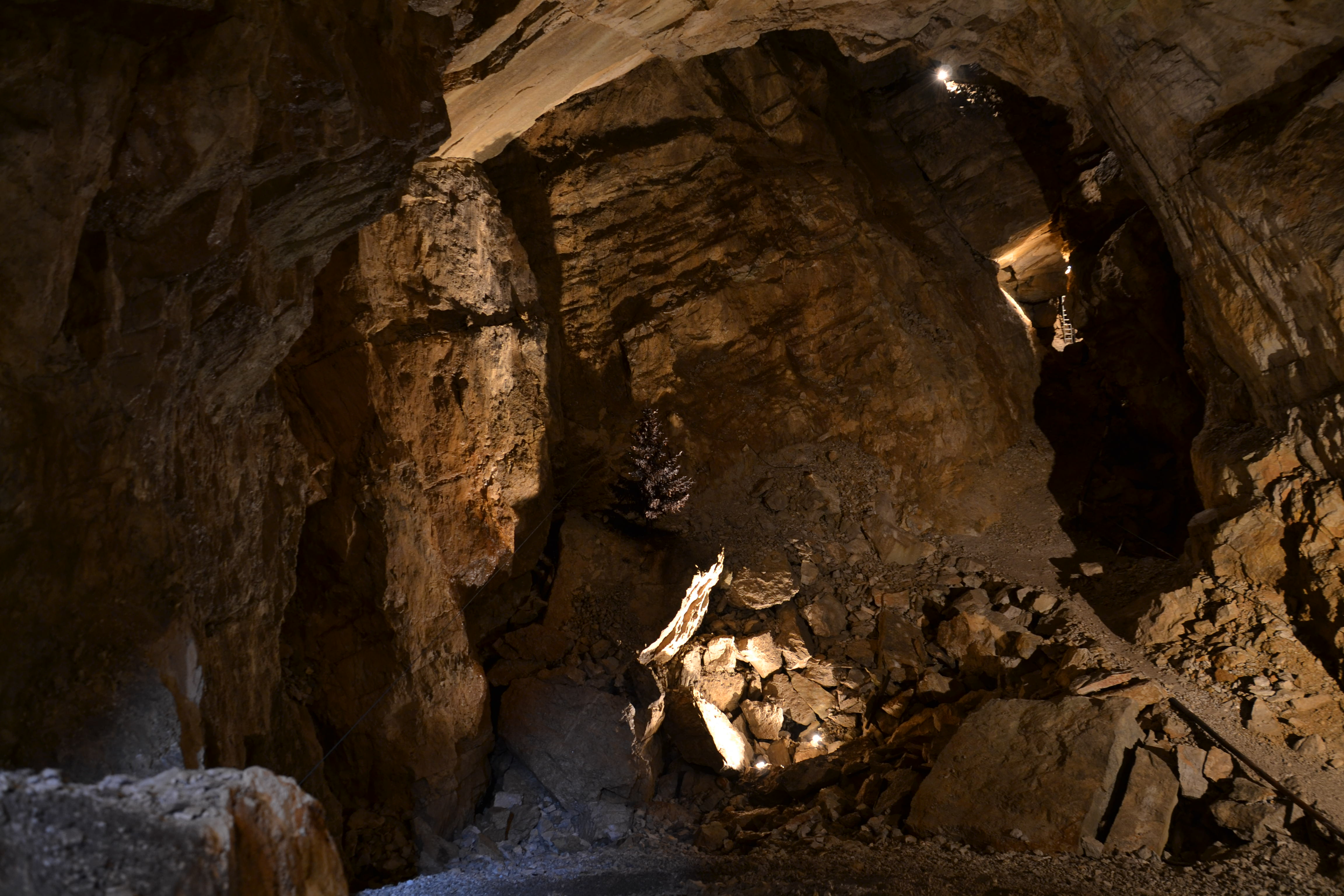
Hochkarschacht Eingangshalle mit Weihnachtsbaum
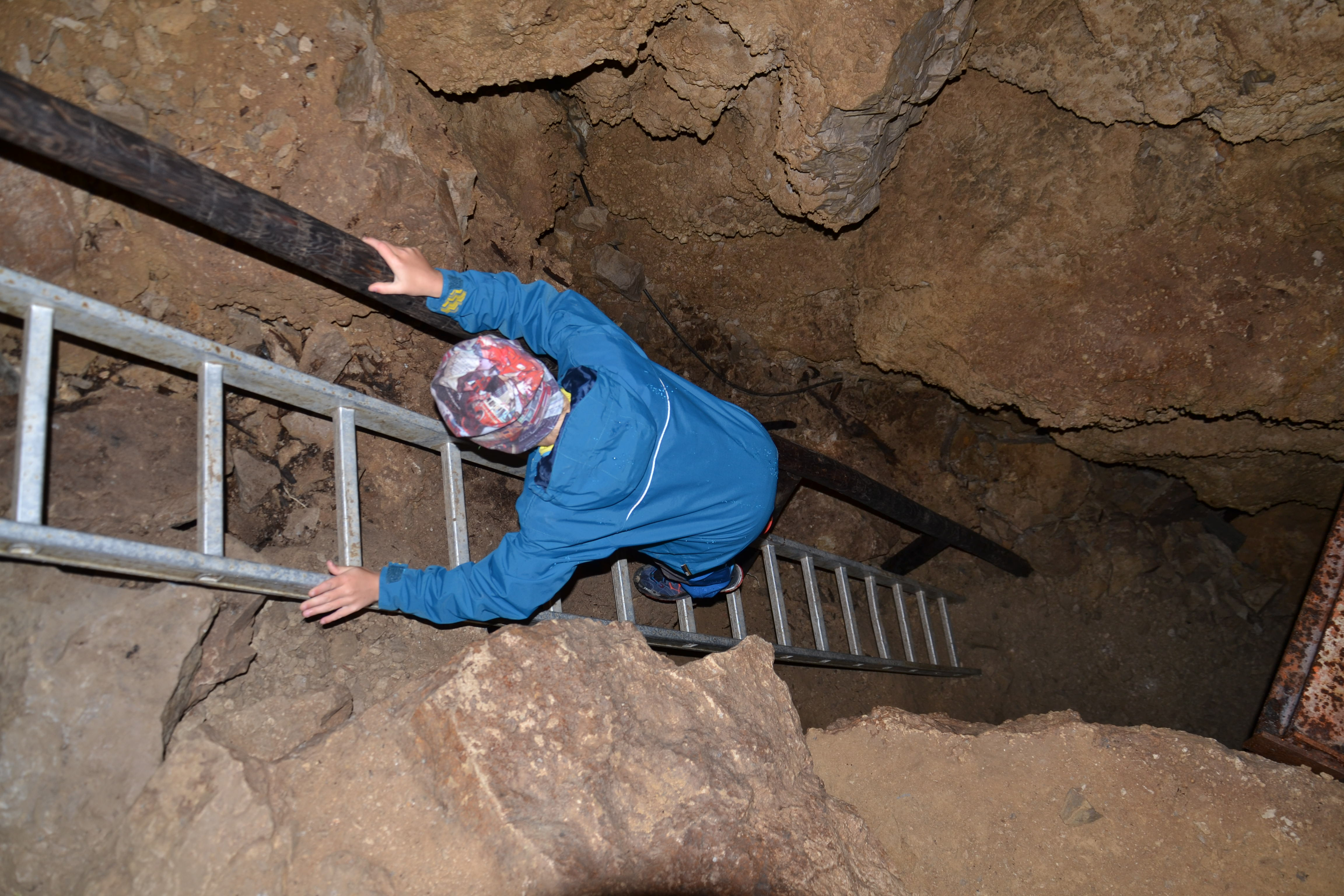
Hochkarschacht – Besucherroute, Leiter